# Andrea Kempmann
Andrea Kempmann (geboren 1949) ist deutsche Juristin. Von 2000 bis 2015 war sie Richterin am Oberlandesgericht München und von 2005 bis 2009 am Bayerischen Verfassungsgerichtshof.

## Leben
Von 2000 bis 2015 war Andrea Kempmann Richterin und schließlich Vorsitzende Richterin am Oberlandesgericht München.
Am 21. Juli 2005 wurde Andrea Kempmann vom Bayerischen Landtag mit 120 zu 137 Stimmen zum berufsrichterlichen Mitglied des Bayerischen Verfassungsgerichtshofs gewählt. Kempmann legte das Ehrenamt 2009 vorzeitig aus persönlichen Gründen nieder.